# Искра (кинотеатр, Уфа)
«Искра» — типовой кинотеатр (кинокомплекс) на проспекте Октября в Октябрьский районе города Уфы. Являлся самым большим кинотеатром до открытия новых кинокомплексов города. Часть здания является памятником архитектуры и градостроительства второй половины XX века. По аналогичному проекту построен кинотеатр «Октябрь» в городе Салавате.
Перед кинотеатром находится сквер с фонтаном «Весенняя песнь» со скульптурой «Мальчик с кураем».

## Описание
Имел семь зрительных залов на общее количество 1169 мест, три киноаппаратные, бар, кафе, ресторан.

## История
Построен по заказу Управления кинофикации Башкирской АССР по типовому проекту архитекторов М. П. Бубнова, В. В. Лазарева, И. В. Семейкина, Э. Б. Тер-Степанова и инженера В. Г. Немировского Мастерской № 1 ЦНИИЭП имени Б. С. Мезенцева. Открыт в 1970. Постановлением Совета Министров Башкирской АССР № 390 от 19 июля 1976 поставлен на государственную охрану.
В конце 1990-х полностью реконструирован с заменой кресел, экрана (который значительно уменьшился в размерах), проекционного и звукового оборудования. К 2002 единственный зал разделён на два — большой и малый. Через несколько лет к основному зданию справа пристроены три зала.
Не работает с февраля 2021.